# Brian Martin Spooner
Brian Martin Spooner (ur. 5 lipca 1780 w Rochford) – angielski mykolog.

## Życiorys i praca naukowa
Urodził się w hrabstwie Essex w 1951 r. W 1975 r. rozpoczął pracę w herbarium Kew Gardens, a w 1975 r. badania nad workowcami (Ascomycota). Prowadził długoterminowy projekt badawczy dotyczący grupy Discomycetes w Australlii. W 1985 roku uzyskał stopień doktora w University of Reading za pracę „Helotiales of Australasia. W 1998 r. został mianowany kierownikiem mykologii.
Jest autorem kilku książek i ponad 200 prac naukowych. Jego główne zainteresowania badawcze dotyczyły Discomycetes, ale prowadził także badania nad innymi grupami workowców, a także innymi grzybami brytyjskimi. Jego praca w Kew Gardens obejmowała dodatkowo rutynową identyfikację i opiekę nad kolekcją workowców. Był odpowiedzialny za przeniesienie kolekcji mykologicznej do Jodrell Laboratory. Brał udział w wyprawach terenowych i projektach bioróżnorodności w Malezji i Australii.
W naukowych nazwach utworzonych przez niego taksonów dodawane jest jego nazwisko Spooner.